# Lambert van Monaco
Lambert Grimaldi d’Antibes (1420 — maart 1494) was heer van Monaco van 1458 tot zijn dood. Hij was een zoon van Nicolaas Grimaldi, heer van Antibes en diens vrouw Cesarina Doria d’Oneglia.
Lambert trouwde in 1465 met 31 jaar jongere Claudine Grimaldi, iets wat haar vader, Catalanus, testamentair had vastgelegd. In Monaco mochten alleen mannen de troon erven en op deze manier bleef de troon dus binnen de familie Grimaldi. In het testament stond ook dat Claudine de enige erfgename was. Daarom eiste haar oma Pomelline Fregoso na de dood van Catalanus in 1457 het regentschap voor de zesjarige Claudine op. Hierop volgde een machtsstrijd die een jaar later eindigde met de abdicatie van Pomelline.
Uit het huwelijk tussen Lambert en Claudine werden de volgende kinderen geboren:
- Jan II (1468-1505), heer van Monaco 1494, vermoord in opdracht van zijn broer Lucianus
- Lucianus (1481/87), heer van Monaco 1505
- Augustinus (1482-1532), bisschop van Grasse, regent van Monaco 1523
- Filibert, provoost van Nice
- Lodewijk, ridder in de Orde van Malta
- Francisca († voor 1523); ∞ Luc Doria († voor 1516). Haar zoon Bartolomeo Doria vermoordde haar broer Lucianus
- Cesarine; ∞ Carlo, markies van Ceva
- Isabella; ∞ Antoine de Châteauneuf-Randon, baron van Le Tournel
- Bianca; ∞ (10 oktober 1501) Honoré de Villeneuve, baron van Tourette

Reinier I · Karel I, Anton, Reinier II en Gabriël · Lodewijk en Jan I · Lodewijk · Ambrosius en Jan I · Jan I · Catalanus · Claudine · Lambert · Jan II · Lucianus · Augustinus · Honorius I · Karel II · Hercules · Honorius II · Lodewijk I · Anton I · Louise Hippolyte · Jacobus I · Honorius III · Honorius IV · Honorius V · Florestan I · Karel III · Albert I · Lodewijk II · Reinier III · Albert II